# 神谷良平
神谷 良平（かみや りょうへい、1877年（明治10年）5月25日 - 1935年(昭和10年)2月17日）は、日本の医師。千葉市長。

## 経歴
千葉県市原郡千種村（現：市原市）出身。千葉中学校を経て、1902年（明治35年）、千葉医学専門学校を卒業し、同校附属病院医員となった、1905年（明治38年）から1907年（明治40年）まで函館区立病院産科婦人科医長を務めた。その後、郷里に医院を開業したが、1910年（明治43年）に千葉町に移転した。1917年（大正6年）より千葉町会議員、同市会議員、同議長、千葉県会議員を歴任した。
1928年（昭和3年）、千葉市長に就任した。